# Колабораціонізм під час російсько-української війни
Колабораціонізм під час російсько-української війни — політична, адміністративна, воєнна, економічна, культурна (духовна), побутова співпраця громадян України з російським окупаційним режимом під час російсько-української війни. Парламент заборонив воєнну символіку РФ та визнав її державою-терористом.

## Правове регулювання
Після початку російського вторгнення в Україну 24 лютого 2022 року Верховна рада України ухвалила два закони про колабораціонізм, які пізніше були підписані президентом України Володимиром Зеленським:
- Законопроєкт № 5143 запровадив доповнення до Кримінального кодексу України до статті 111-1 «Державна зрада». Відповідно до поправки було введено відповідальність за спроби організації виборів чи організації влади на окупованих Росією територіях.
- Законопроєкт № 5144 передбачає зміни до Кримінального та Кримінально-процесуального кодексів України. Відповідно до змін, вноситься поняття «колабораціонізм», запроваджується покарання за публічне заперечення російської збройної агресії проти України, підтримку рішень країни-агресора, здійснення пропаганди та передачу матеріальних ресурсів.

Питання дослідження суті колабораціонізму під час російсько-української війни знайшло своє відображення в низці науково-практичних коментарів вітчизняних юристів, які дозволяють зосередити увагу суддів, прокурорів, слідчих, співробітників оперативних підрозділів та адвокатів на основних наративах розв'язання цієї непростої проблеми.

## Судові справи повʼязані з державною зрадою

### Звільнення під заставу і втеча Алли Душкіної
У вересні 2022 року колишня директорка Печерської гімназії №75 у Києві Алла Душкіна втекла з країни після внесення судової застави у 500 тис. грн. «Нагадаю, що у суду були залізобетонні докази листування зрадниці з ворогом про розташування українських сил. Але жінку відпустили під заставу і ось вона вже за кордоном», - зазначив військовий журналіст Андрій Цаплієнко.

### Звільнення під заставу Дарини Кригіної
22 грудня 2022 року, за рішенням Дзержинського районного суду Харкова обвинуваченій Дарині Кригіній, яка звинувачується у передачі окупаційним військам відомостей про місцезнаходження української армії та критичної інфраструктури Харкова, вдалося вийти на волю під заставу 496,2 тис. грн. 6 січня 2023 року стало відомо що Дарину повернули до СІЗО.

### Звільнення під заставу В. Узбека, С. Слабинського та А. Олифієця
25 березня 2025 року відбувся прецедент, який легалізував схему виходу колаборантів на волю за гроші, хоча відповідно до ч.6 ст. 176 КПК, така можливість має бути виключена для справ, пов’язаних із державною зрадою. Києво-Святошинський районний суд Київської області під керівництвом судді Олександра Гришка ухвалив рішення, у якому запобіжний захід у вигляді тримання під вартою було збережено, але з альтернативою — застава по 908 400 грн для кожного з обвинувачених. Хоча прокурор Горожанкін Дмитро вимагав продовження тримання під вартою, учасники процесу фіксували низку дій, які свідчать про навмисне послаблення сторони обвинувачення, зокрема не підтримував активної позиції в суді — не ставив запитань, не коментував ризики, відмовився долучити фото-доказ, попри пряме зауваження суду, неформально вітався і спілкувався з обвинуваченими, публічно заявляв, що не бачить у їхніх діях складу держзради, що суперечить його ж обвинувальному акту.

### Звільнення під заставу Олени Бережної
28 червня Олена Бережна (матір народної депутатки України VI і VII скликань нині покійної Ірини Бережної), яку у грудні 2024 року український суд засудив до 14 років за державну зраду, вийшла із СІЗО. Суд розглядає апеляцію в справі Бережної й випустив її під заставу в розмірі 302 тисячі гривень у зв’язку «зі станом здоров’я». На одному із засідань у неї нібито стався інсульт і її госпіталізували. Бережна, отримавши завдання від російських кураторів, у лютому 2022 року як голова української правозахисної організації підготувала лист на ім’я постійного представника РФ при ООН Небензі, в якому із застосуванням маніпулятивних технологій розповіла про події, які нібито відбуваються у Києві та в Україні, виправдовуючи таким чином військову агресію росіян. Зокрема, обвинувачена писала про те, що «народ України підтримує так звану «спецоперацію РФ в Україні», про те, що в Україні почались мародерства, вбивства, грабежі, а також ніби політики офіційно закликають «вбивати росіян».

## Представники української влади
Незважаючи на те, що у зверненні президента Російської Федерації Володимира Путіна, що передувало вторгнення 24 лютого 2022 року, звучали слова про те, що в плани Росії не входить окупація українських територій, у ряді зайнятих нею населених пунктів російське військове командування почало організовувати військово-цивільні адміністрації.
Журналісти «Медузи» зазначали, що російська влада, ймовірно, діяла, виходячи з уявлень 2014 року, коли політичне протистояння в Україні дозволило їй перетягнути на свій бік еліти в деяких регіонах, членів Партії регіонів Віктора Януковича.
Вторгнення підтримав народний депутат від уже забороненої проросійської партії «Опозиційна платформа — За життя» Ілля Кива, закликавши «звільнити Україну від західної окупації». 6 березня 2022 року Генеральний прокурор України Ірина Венедіктова оголосила підозру Киві у державній зраді та посяганні на територіальну цілісність України. 15 березня 2022 року Киву було позбавлено депутатського мандата, на засіданні Верховної ради України за його виключення проголосували 335 депутатів, подано у розшук за державну зраду.

### Херсонська область
Керівником окупаційної адміністрації Херсонської області став Володимир Сальдо, який у 2002-2012 роках був мером Херсона, прихильником репресій проти опозиції у 2014 році. На місцевих виборах у 2020 році Сальдо програв Ігорю Колихаєву, а його партія набрала лише 7 % голосів в міській та 11 % в обласній раді. Після окупації у березні 2022 року Сальдо став одним із засновників колабораціоністського «Комітету порятунку за мир та порядок», а через місяць російські військові захопили міську раду Херсона та призначили Сальдо головою окупаційної адміністрації.
Міську адміністрацію Херсона очолив Олександр Кобець, якого українські ЗМІ називали колишнім водієм законно обраного мера Колихаєва. Серед інших членів Комітету порятунку — Кирило Стремоусов, проросійський ультраправий блогер та антивакцинатор, який набрав 1,3 % голосів на виборах мера Херсона у 2020 році. Інші члени комітету були пов’язані з рухом олігарха, кума Володимира Путіна Віктора Медведчука, забороненою Комуністичною партією України та різними проросійськими організаціями.
У місті Каховці Херсонської області російські військові захопили будівлю міської ради та призначили «керівником» міста Павла Філіпчука, який був до 2020 року депутатом Херсонської обласної ради від «Опозиційного блоку», а «керівником» так званої «поліції» Олега Буховця — колишнього депутата Каховського району від Партії регіонів (2010—2015). У Генічеську «виконувачем обов'язків голови міста» було поставлено депутата Генічеської районної ради від ОПЗЖ Андрій Клочко.
12 березня у місті Генічеську російські військові скинули законно обраного мера та призначили головою окупаційної адміністрації Геннадія Сівака. Міським головою став депутат райради від «Опозиційної платформи – За життя», колишній активіст організації «Український вибір» Віктора Медведчука Андрій Клочко. У Генічеську «виконувачем обов’язків» призначили депутата Генічеської райради від ОПЗЖ Андрія Клочка. Із 15 старост Генічеського району лише 5 пішли на співпрацю з російськими військовими. Нову Каховку під російським управлінням очолив дрібний підприємець Володимир Леонтьєв, а Скадовськ очолив громадянин Росії Сергій Швайко, який раніше працював будівельником.
Показовим прикладом відповідальності за колабораціонізм в площині адміністративої і воєнної (правоохоронної) співпраці з російським окупаційним режимом на території тимчасово окупованої Херсонської області може бути справа стосовно колишнього депутата Корабельної райради міста Херсона Сергія Остапенка, який згідно рішення Шевченківського районного суду міста Києва був засуджений за ч.5 ст.111-1 КК України «Колабораційна діяльність» до 14 років позбавлення волі.  

### Миколаївська область
У травні 2022 року керівника Миколаївської окружної прокуратури СБУ затримала за передачу неназваному російському блогеру, фанатом якого він був, даних про полонених російських військових, загиблих військових і цивільних, а також паролі для пересування по області.

### Запорізька область

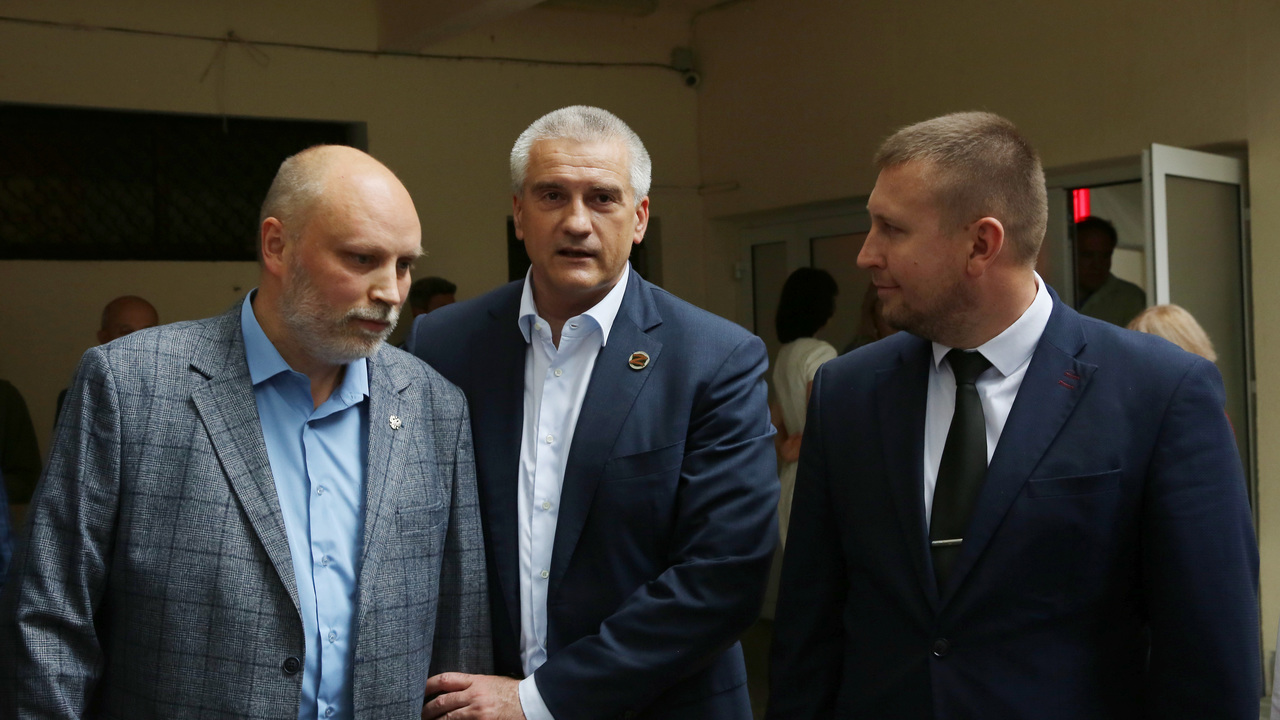
Володимир Рогов, Сергій Аксьонов та Денис Мірошніченко

В місті Енергодарі Запорізької області на чолі з депутатом міськради Андрієм Шевчиком було створено паралельний орган влади «громадську раду самоорганізації міста». Проти голови Михайлівської громади Запорізької області Володимира Рикуна, який заявив, що пішов на переговори з російськими військовими, було порушено кримінальну справу.

### Харківська область
На бік Російської Федерації перейшов міський голова Куп'янська Харківської області Геннадій Мацегора. На співпрацю з російською владою пішов голова Балаклії Іван Столбовий. 28 лютого 2022 року за підозрою у державній зраді на Харківщині було затримано міського голову Південного Олександра Брюханова.

### Луганська область
У Луганській області російських військових підтримав селищний голова Станиці Луганської Альберт Зінченко та міський голова міста Рубіжного Сергій Хортів.

### Донецька область
У Маріуполі на Донеччині частково підконтрольному російським військовим на співпрацю пішов депутат міської ради від партії «Опозиційна платформа — За життя» Костянтин Іващенко.

### Сумська область
Під час окупації Тростянецької громади, маючи проросійську позицію, депутати Охтирської районної ради Олександр Курпіль, Микола Мірошніченко та Валерій Партала із партії «Наш край» співпрацювали з військовослужбовцями збройних сил Російської Федерації.
На бік Російської Федерації перейшов міський голова Середина-Буди Олександр Ген.

## Представники окупаційної влади
Окрім представників чинної влади, в окупаційну владу прийшов ряд колишніх високопосадовців та бізнесменів.

### Запорізька область
У місті Мелітополі Запорізької області окупаційну владу в місті російськими військовими було сформовано під керівництвом колишнього народного депутата Євгена Балицького, депутатів мелітопольської міської ради Олександра Фалька та Галини Данильченко (формально очолила міський «комітет народних обранців»). У Бердянську Запорізької області «тимчасове виконання обов'язків голови міста» взяв на себе Олександр Сауленко. 

## Масштаби
Вперше обвинувальний акт за колабораціонізм було направлено до суду 31 березня 2022 року. За даними прокуратури, мешканець Краматорська Донецької області закликав у TikTok до підтримки дій Російської Федерації та виступив із запереченням озброєної агресії.
16 березня 2022 року рух «Чесно» запустив базу даних «Реєстр зрадників країни». Станом на 13 січня 2024 року у ній було 1368 імен, з яких 25 людей вже були мертвими.
19 березня 2022 року Національне антикорупційне бюро України повідомило, що має дані про 245 осіб, які можуть допомагати РФ.
Станом на 26 березня 2022 року Державним бюро розслідувань було відкрито близько 200 справ за колабораціонізм.
3 квітня 2022 року Генеральний прокурор України Ірина Венедіктова повідомила, що під вартою перебувало 99 осіб за підозрою у держзраді та 4 особи за підозрою у колабораціонізмі.
7 квітня 2022 року секретар РНБО Олексій Данілов повідомив, що за дорученням президента Зеленського ведеться робота з реєстру колаборантів, який незабаром буде опублікований. Перші зраднику були внесені до реєстру 12 квітня.
До середини жовтня 2022 українські правоохоронні органи порушили понад 2000 справ, а суди винесли понад 450 вироків. Більшість справ, відбитих в офіційному реєстрі, стосувалися заперечення російської агресії, ще частина співпраці чиновників з окупантами, і лише деякі активного сприяння російським військовим (наприклад, передачу інформації про позиції ЗСУ).
Станом на 15 червня 2024 року, за даними Служби безпеки України, в Україні зареєстровано 9179 кримінальних проваджень за статтею 111-1 КК України (колабораційна діяльність). В ЄДРСР занесені 1442 вироки по справах про колабораціонізм.

### Цивільне населення
За словами міського голови Мелітополя Івана Федорова, деякі старші багатоквартирних будинків надають російським військовим списки порожніх квартир.
Одразу після захоплення селища Димер у Київській області місцевий мешканець Олександр Харченко очолив колабораційну адміністрацію.
Після відступу російських військ із Київської області Олег Царьов написав таке: «Більш місяця я провів в основному в населених пунктах, що належать до районних центрів під Києвом, Бородянка та Іванків. Наразі армія РФ залишила ці населені пункти. Сподіваюся, що всі, хто почав з нами співпрацювати із місцевих жителів, встигли покинути Україну».

## Убивства відомих колаборантів

### До лютого 2022
Чиновники-колабораціоністи та ватажки незаконних бандформувань із самого початку війни на Донбасі стали однією з пріоритетних цілей спецслужб, що діють у контакті з українськими партизанами. Головна мета таких операцій — не вбивство, а попередження про наслідки співпраці з російськими військовими. Цікавий факт, що лідери сепаратистів масово почали гинути після підписання Мінських угод, коли активність боїв пішла на спад і обстановка в цілому вже склалася цілком стійко, і негайне знищення псевдореспублікам уже не загрожувало. Щоден з них не загинув у бою.
Одразу кілька ватажків бойовиків загинули у 2015 році внаслідок розстрілу їхнього авто. Так 1 січня в місті Лутугине з гранатометів, вогнеметів та автоматичної зброї розстріляли машину командира угруповання «Бетмен» Олександра Бєднова. 23 січня на трасі Первомайськ-Лисичанськ розстріляли автомобіль, у якому перебував Євген Іщенко — «мер» Первомайська та один із командирів «31-го козачого округу війська Донського». 26 березня 2015 в Донецьку загинув депутат окупаційної Народної ради «ДНР» та колишній офіцер «Беркуту» Роман Вознік, 23 травня біля селища Михайлівка — командир угрупування «Прізрак» Олексій Мозговий.
У першій половині того ж 2015 року у ЗМІ неодноразово з'являлася інформація про організацію «Українська повстанська армія», яка брала на себе відповідальність за вбивства проросійських політиків України — колишніх соратників екс-президента України Віктора Януковича: Михайла Чечетова, Олександра Пеклушенка, Станіслава Мельника, Олега Калашнікова та Олеся Бузини. Цікаво, що перші троє загинули внаслідок самогубства, або внаслідок його інсценування. Спецслужби України спростовували існування «УПА».
Одне з найрезонансніших вбивств було у жовтні 2016 року: у Донецьку у ліфті житлового будинку внаслідок вибуху загинув командир батальйону «Спарта» Арсен Павлов, більш відомий як «Моторола».
В кінці січня 2017 року не стало першого ватажка «ЛНР» та учасника «російської весни» Валерія Болотова. Наскільки відомо, він помер у своєму будинку в Підмосков'ї від серцевого нападу (але точно не встановлено). До речі, ще раніше, 24 вересня 2016 року, помер його колишній заступник та екс-прем'єр-міністр ЛНР Геннадій Ципкалов. Його знайшли повішеним у камері луганського СІЗО, куди він потрапив після спроби «держперевороту» в республіці. Смерть оголосили суїцидом, але на тілі Ципкалова знайшли сліди тортур.
Останнє по-справжньому резонансне вбивство до повномасштбаного вторгнення Росії сталося 31 серпня 2018 року в Донецьку: внаслідок вибуху в кафе «Сєпар» загинув ватажок «ДНР» Олександр Захарченко. Після його ліквідації багато оглядачів відзначили, що в командуванні угруповань «ЛДНР» практично не залишилося тих, хто захоплював регіон 2014-го. Якщо поглянути на пропорції, то з лідерів «російської весни» справді живі і не в бігах — одиниці.

### Після лютого 2022
З початку повномасштабного вторгнення знову почалася низка вбивств та замахів на колабораціоністів, російських пропагандистів та окупаційних чиновників, у яких російські ЗМІ звинувачували українські спецслужби та партизанів.
Так, 2 березня 2022 року був викрадений, а потім знайдений розстріляним проросійський мер міста Кремінна у Луганській області Володимир Струк. 20 серпня 2022 року в Московській області була підірвана Дар'я Дугіна — дочка ідеолога «Русского мира» Олександра Дугіна; 16 вересня у Луганську — генеральний прокурор самопроголошеної ЛНР Сергій Горенко та його заступник Катерина Стегленко; 2 квітня 2023 у Санкт-Петербурзі — блогер-пропагандист Владлен Татарський, 6 грудня 2023 у Супонєво був застрелений колишній народний депутат від партії ОПЗЖ Ілля Кива.
Декілька чиновників-колаборантів були знищені в результаті точкових атак із західного важкого озброєння: так колишній депутат Верховної ради від «Партії регіонів» Олексій Журавко вбитий 25 вересня 2022 при обстрілі будівлі готелю в Херсоні з РСЗВ HIMARS. 3 лютого 2024 року у Лисичанську після обстрілу, ймовірно також ракетами HIMARS місцевої пекарні було вбито міністра надзвичайних ситуацій ЛНР — Олексія Потелещенка.